# Restrepia mohrii
Restrepia mohrii är en orkidéart som beskrevs av Guido Jozef Braem. Restrepia mohrii ingår i släktet Restrepia och familjen orkidéer.
Artens utbredningsområde är Peru. Inga underarter finns listade i Catalogue of Life.